# 森北出版
森北出版株式会社（もりきたしゅっぱん）は、理学・工学・語学などの大学・高専向け教科書、その他専門書を専門とする出版社。
自然科学を主な出版領域とするかたわら、精神世界を扱う出版物もある。
日本書籍出版協会、自然科学書協会に加盟。

## 発行書籍・取扱商品
- 数学

新数学入門シリーズ、数学ライブラリー、数学全書、応用数学要論シリーズ、工科の数学、高専の数学、高専テキストシリーズ、極めるシリーズ、他
- 情報・計算機

情報工学レクチャーシリーズ、情報工学入門シリーズ、基礎情報工学シリーズ、他
- 数値計算・計算力学

- 理学（物理学・化学・生物学・地学・地理学・自然科学一般）、科学一般

ビジュアルアプローチ、物質工学入門シリーズ、光工学、他
- 工学・技術

- 計測・制御

計測と制御シリーズ
- 経営工学

- 土木工学

建設工学シリーズ、基礎土木工学シリーズ、他
- 建築学

建築設備手帖、新しい建築工学、建築学入門シリーズ、他
- 機械工学

機械工学入門講座、最新機械工学シリーズ、新しい機械工学、他
- 電気・電子工学

森北電気工学シリーズ、基礎電気・電子工学シリーズ、電気工学入門シリーズ、電子情報通信工学シリーズ、他
- 語学

- 精神世界

パラマハンサ・ヨガナンダ『あるヨギの自叙伝』
スワミ・スリ・ユクテスワ・ギリ『聖なる科学』
他